# Акжар (Жамбылская область)
Акжа́р (до 4 мая 1993 года — Джамбу́л, каз. Ақжар) — аул в Байзакском районе Жамбылской области Казахстана, входит в состав Туймекентского сельского округа. Код КАТО — 313653103.

## География
Аул расположен в центральной части Байзакского района, близ реки Талас, в 4 километрах к северу от административного центра сельского округа села Туймекент, в 18 километрах к северо-востоку от районного центра села Сарыкемер, и в 33 километрах к северо-востоку от областного центра, города Тараз. Ближайшая железнодорожная станция Акчулак — расположена в 24 километрах к юго-востоку от аула (по дороге — 28,3 км). Соседние населённые пункты: Кокозек в 3 километрах к юго-востоку, Туймекент в 4 километрах к югу. Населённый пункт осуществляет транспортное сообщение по автодороге КН-6 (Акчулак — Туймекент — Сарыкемер — Тараз). Высота центра населённого пункта — 479 метров над уровнем моря.

## Достопримечательности
В 18 км от аула Акжар расположен археологический памятник — средневековое укрепление Курама.

## Население
| Численность населения | Численность населения | Численность населения |
| 1989                  | 1999                  | 2009                  |
| --------------------- | --------------------- | --------------------- |
| 1202                  | ↗1281                 | ↘1098                 |